# Вардак
Вардак је једна од 34 провинције Авганистана. Налази се у централном дијелу земље. Главни град провинције је Мајданшахр.
Становништво, са популацијом око 580.000, чини мјешавина 70% Паштуна, 20% Хазара и 10% осталих.